# Mafia (Gesellschaftsspiel)
Mafia ist ein Gesellschaftsspiel für größere Gruppen, meist zwischen 7 und 20 Spielern, das 1986 von Dimitry Davidoff in Russland erfunden wurde. Das Spiel handelt vom Kampf zwischen ehrlichen Bürgern und kriminellen Mafiosi, wobei es vor allem auf Diskussionen zwischen den Mitspielern basiert. Andere gebräuchliche Namen für Varianten des Spiels sind Mord in Palermo, Die Werwölfe von Düsterwald, Mafiosi und Wolfmond.

## Grundregeln und Spielablauf
Das Ziel des Spiels ist es für die Mafiosi, alle Bürger umzubringen, und für die Bürger, alle Mafiosi ausfindig zu machen und hinzurichten.
Mafia wird mit einem Spielleiter gespielt, der die Einhaltung der Regeln überwacht. Zu Anfang verteilt er Karten, die die geheimen Rollen der einzelnen Mitspieler bestimmen. Daraufhin beginnt das Spiel mit der ersten sogenannten Nacht. Dazu legen alle Spieler ihren Kopf zwischen die Arme, so dass sie nichts mehr sehen können. Der Spielleiter ruft die Mafiosi auf, aufzuwachen. Diese dürfen so den Kopf heben, sich gegenseitig erkennen und mit Blicken und Gesten auf einen anderen Spieler einigen, den sie gerne umbringen wollen.
Danach dürfen alle Spieler aufwachen, wobei der von der Mafia gewählte tot ist, seine Karte aufdecken muss und aus dem Spiel ausscheidet. Nun beginnt der Tag, der Hauptteil des Spiels, bei dem alle Mitspieler darüber diskutieren, wen sie als schuldig an dem Mord betrachten. Aus diesen Diskussionen, die meist wilde Verschwörungstheorien und das Denken um Dutzende Ecken beinhalten, zieht das Spiel seinen hauptsächlichen Reiz, denn hier lassen sich eine Vielzahl komplexer Taktiken anwenden. Der Tag endet damit, dass die Spieler sich mehrheitlich in einer Abstimmung auf einen Todeskandidaten einigen, der daraufhin hingerichtet wird.
Das Spiel endet dann, wenn alle Bürger oder alle Mafiosi tot sind. Die jeweils andere Seite gewinnt in diesem Fall. Mit zusätzlichen neutralen Spielfiguren wie der Andere oder dem Golem ist es auch möglich, dass keine der beiden Seiten gewinnt. Diese Figuren besitzen eigene Gewinnvoraussetzungen.

## Geschichte und Verbreitung
Das Spiel Mafia wird im Allgemeinen auf das klassische Kinder- und Partyspiel Murder (in Deutschland Mörderspiel) zurückgeführt, von dem es zwar die Grundidee von Mord und Schuldigensuche übernahm, sich aber aufgrund seiner durchstrukturierten Regeln und der großen Taktikvielfalt stark abhebt.
Mafia wurde im Jahre 1986 von Dimitry Davidoff erfunden, als er Student an der Lomonossow-Universität in Moskau war. Andrew Plotkin fügte dem Spiel das Werwolf-Thema hinzu. Nach Deutschland kam das Spiel über Studenten mit Kontakten zur Universität Princeton in den USA, die eine der aktivsten Mafia-Gemeinden der Welt besitzt.
Inzwischen haben sich auch Online-Varianten des Mafia-Spiels verbreitet, die leicht bis massiv modifizierte Regeln verwenden.
Eine kommerzielle Mafia-Version erschien 2002 in Deutschland als Kartenspiel unter dem Namen Die Werwölfe von Düsterwald.
2016 erschien eine Verfilmung des Spiels unter dem Titel Survival Game (russisch Мафия: Игра на выживание Mafija: Igra na wyschiwanije, deutsch ‚Mafia: Überlebensspiel‘), in dem Menschen in einer TV-Show um ihr eigenes Leben kämpfen.

## Spezialfiguren
Oft wird Mafia über die Grundregeln hinaus mit einigen Spezialfiguren mit Sonderfähigkeiten gespielt, von denen die Fangemeinde eine große Auswahl entwickelt hat. Im Folgenden seien die bekanntesten beschrieben. Für alle Figuren gilt wie für normale Bürger und Mafiosi, dass ihre Identität geheim ist.

### Detektiv/Kommissar
Der Detektiv ist die mit Abstand meistverbreitete Sonderfigur und wird oft schon als Bestandteil des Standardspiels angesehen. Er spielt auf Seiten der Bürger. Seine besondere Fähigkeit besteht darin, jede Nacht einzeln aufwachen zu können und einen Mitspieler zu überprüfen, woraufhin ihn der Spielleiter mit Handzeichen informiert, ob dieser Spieler Mafioso ist oder nicht. Ob Spezialfiguren auf Seiten der Mafia als schuldig erkannt werden, wird je nach Spielrunde unterschiedlich gehandhabt. Gibt es mehrere Detektive, einigen diese sich wie die Mafiosi auf ein Überprüfungsziel. In einer anderen Variante erfährt der Detektiv unmittelbar nach Spielbeginn die Identität sämtlicher Mafiosi.

### Seelenretter/Arzt
Der Seelenretter spielt auf Seiten der Bürger. Er kann sich nachts für einen Spieler entscheiden, den er retten will. Wählt sich die Mafia diesen als Mordopfer aus, geschieht ihm nichts. Manchmal werden Sonderregeln eingeführt, etwa, dass der Seelenretter nicht sich selbst oder nicht zweimal hintereinander denselben Spieler schützen darf, damit er nicht zu stark ist.

### Terrorist
Der Terrorist spielt auf Seiten der Mafia. Er hat keine nächtliche Aktion, sondern kann jederzeit während des Tages per Selbstmordattentat sich und einen beliebigen anderen Spieler aus dem Spiel befördern. Dies geschieht üblicherweise, um einen durch zu viel Wissen aufgefallenen Detektiv auszuschalten.

### Barkeeper
Der Barkeeper spielt auf keiner besonderen Seite, darf allerdings jede Nacht eine Person auswählen, die einen Kurzen trinken muss.
Die Person, die ausgewählt ist, ist dadurch geschützt.
Stirbt der Barkeeper, stirbt sein Gast auch.

### Weitere Spielfiguren
Zu den seltener eingesetzten, aber recht allgemein bekannten Figuren gehören Figuren wie Mafia-Seelenretter, Judas, Eulenspiegel oder Nominator, kleines Mädchen und Amor. Darüber hinaus haben die meisten Spielrunden noch ihre eigenen Erfindungen.

## Spielvarianten
Es gibt zur Erweiterung von Mafia nicht nur einzelne Zusatzfiguren, sondern auch umfangreiche Spielvarianten. Zu den bekanntesten gehören:

### Ohne Spielleiter
Mafia kann auch ohne Spielleiter gespielt werden. Ein vorläufiger Spielleiter verteilt die Karten, ruft die erste Nacht und den ersten Tag aus. Allerdings geschieht in der ersten Nacht kein Mord. Daher ist es auch nicht notwendig, dass der Spielleiter zuschaut. Die Mafia wacht aber trotzdem auf, damit sich diese Spieler während des ersten Tages kennen.
Der Spieler, der am ersten Tag gelyncht wird, übernimmt danach die Rolle des Spielleiters, sodass in der zweiten Nacht die Mafia bereits wie gewohnt morden kann.

### Präsidenten-Mafia
Hierbei gibt es eine zusätzliche Spielphase am Tag, in der mit einem der Lynchabstimmung analogen Verfahren ein Präsident gewählt wird. Dieser hat daraufhin das alleinige Recht zur Verhängung der Todesstrafe.

### Schizo-Mafia
Bei dieser nach der Krankheit Schizophrenie falsch benannten Variante laufen mehrere Spiele parallel, jeder Spieler hat pro Spiel eine Identitätskarte. Dies lässt sich noch durch Spezialfiguren und weitere Detailregeln erweitern, wodurch die Spiele Einfluss aufeinander nehmen, was zu sehr verwickelten Situationen führen kann.

### Zeitreise-Mafia
Dies gilt als die verwirrendste Variante des Spiels. Hierbei können die Aktionen vieler Figuren in die Vergangenheit verlegt werden, was dann auch wiederum Einfluss auf eigentlich bereits abgeschlossene Ereignisse hat: etwa können die Mafiosi einen Spieler in der Vergangenheit ermorden, woraufhin seine Stimme bei einer Wahl entfällt und eventuell ein anderer Spieler gelyncht wurde als ursprünglich, wodurch der andere wiederbelebt wird.

### Pentagramm-Mafia
Diese Variante ist eigentlich ein komplett eigenständiges Spiel. Es ist nicht für große Spieleranzahlen, sondern für genau 5 Spieler (plus ‒ aber nicht notwendigerweise ‒ einen Spielleiter) gedacht, daher der Name Pentagramm. Es gibt nur Spezialfiguren: einen Mafioso, einen Seelenretter, einen Terroristen, einen Pentagramm-Meister und einen Anderen. Diese haben jeweils spezielle Siegbedingungen, die je nach Regelvariante leicht unterschiedlich sein können, aber einen sehr intriganten Spielverlauf garantieren.

### Benzol-Mafia
Ähnlich wie bei Pentagramm-Mafia handelt es sich hierbei um ein an Mafia angelehntes Spiel für sechs Spieler und einen Spielleiter. Die Spieler erhalten jeweils eine Mission, ein Feature und ein Metafeature; Es spielen jeweils drei Zweierteams (Doppelbindungen im Benzolring), die oszillieren. Das Regelwerk ist vielfach komplexer als das des herkömmlichen Mafiaspiels.

### Die Werwölfe von Düsterwald
Die oben bereits angesprochene kommerzielle Variante Die Werwölfe von Düsterwald verlegt das Spiel in das 15. Jahrhundert. Statt Mafiosi sind es nun Werwölfe, welche die Bürger einer Ortschaft heimsuchen. Als Spezialfiguren auf Bürgerseite treten hier u. a. die Spielfiguren Mädchen (kann während der Nacht blinzeln und so mögliche Werwölfe identifizieren), Hexe (hat einen Lebens- und einen Todestrank; mit Ersterem kann sie eine Attacke der Werwölfe gegen einen beliebigen Mitspieler verhindern, durch Letzteren kann sie eine Spielfigur ihrer Wahl töten), Seher (darf während seiner Spielphase beim Spielleiter über einen Mitspieler bzgl. seines möglichen Werwolf-Status Erkundigungen einziehen), Jäger (Bürger, der bei seinem Tod durch Werwölfe oder Abstimmung einen weiteren Mitspieler seiner Wahl bestimmt, der ebenfalls stirbt) und Amor bzw. Cupido (bestimmt zu Beginn des Spiels zwei Mitspieler, von denen der zweite aus Liebeskummer stirbt, sobald der erste stirbt. Falls einer der beiden Werwolf und einer Bürger ist, sind diese beiden Spieler ein heimliches drittes Team, das nur dann gewinnt, wenn diese beiden die letzten Überlebenden sind).

### Eisbär
Eine Variante für Kinder. Das Spielgeschehen wird in ein Eskimodorf verlegt. Die Mafiosi werden durch Eisbären ersetzt, die normalen Bürger durch Eskimos. Als Spezialfigur taucht nur ein Jäger auf, der in der ersten Nacht die Eisbären vom Spielleiter gezeigt bekommt.

### Wolfmond und Werwölfe
Wie auch Die Werwölfe von Düsterwald ist Wolfmond eine kommerzielle Variante von Mafia. Das Spiel wurde im Oktober 2009 vom Heidelberger Spieleverlag veröffentlicht. In Wolfmond werden die Dorfbewohner ebenfalls durch einen nächtlichen Mord aufgeschreckt, den es aufzuklären gilt. Auch vom Pegasus Spiele gibt es eine kommerzielle Variante des Spiels mit dem Titel Werwölfe, die besonders viele Sonderkarten aufzuweisen hat.

### Shark Consulting
Eine kommerzielle Variante, die in der modernen Geschäftswelt spielt. Hier haben sich Haie (Berater) unter die Belegschaft gemogelt, um die Mitarbeiter nacheinander aus der Firma zu werfen. Das Thema ist Outsourcing. Sonderrollen sind eine Mitarbeiterin aus dem Personalbereich, eine Assistenz, ein Teamleiter und der Betriebsrat.

### Among Us
Among Us ist ein Online-Echtzeit-Computerspiel, das das generelle Spielprinzip von Mafia um Minigames erweitert, und auf ein Raumschiff im Weltall verlegt. Die Spieler sind hierbei aufgeteilt in echte Crewmitglieder (Crewmates) und Hochstapler (Impostors), statt Bürger und Mafiosi, und der Computer übernimmt die Rolle des Spielleiters. Anstatt dass Spieler in der Nacht die Augen Schließen müssen, hat das Raumschiff eine Vielzahl von Räumen, und (Geheim-)Gängen zwischen ihnen, und die Hochstapler müssen ihre Opfer in einen leeren Raum locken. Die Crewmitglieder können das Spiel auch gewinnen, indem sie alle Minigames fertigstellen, bevor die Hochstapler alle Crewmitglieder getötet haben.